# پنج‌لکی
پنج‌لکی یا نموفیلا ماکولاتا (نام علمی: Nemophila maculata) نوعی گیاه یکساله است که در ایالت کالیفرنیا در شمال آمریکا انتشار دارد. طول این گیاه از ۷ تا ۳۰ سانتیمتر می‌رسد. ساقه و برگ‌های آن پرزدار هستند. گل آن از ماه آوریل تا ماه ژوئن شکوفا می‌شود و اندازهٔ قطر گل آن بین ۲ و نیم تا ۵ سانتیمتر است. رنگ آن سفید است و در وسط لبهٔ گلبرگ آن دارای یک لکه بنفش و همچنین دارای شیارهایی به رنگ بنفش تیره است. هر گل دارای ۵ پرچم است.